# 成田節
成田 節（なりた たかし、1957年4月2日 - ）は、日本の言語学者。専門は、ドイツ語学。
東京外国語大学名誉教授。

## 略歴
- 1980年3月　東京都立大学 (1949-2011)人文学部文学科独文学専攻卒業
- 1982年3月　東京外国語大学大学院外国語学研究科ゲルマン系言語専攻修士課程修了
- 1982年4月　東京外国語大学非常勤講師
- 1983年4月　青山学院大学非常勤講師
- 1985年5月　富山大学教養部講師
- 1987年10月 富山大学教養部 助教授
- 1993年4月　富山大学人文学部 助教授
- 1994年4月　大阪市立大学文学部 助教授
- 1997年4月　東京外国語大学外国語学部 助教授
- 2003年4月　同 教授
- 2009年4月  東京外国語大学総合国際学研究院 教授（言語文化部門・言語研究系、大学院重点化による配置換え）
- 2023年3月　東京外国語大学を定年退職、名誉教授

## 著書
- ドイツ語文法シリーズ 『冠詞・前置詞・格』（中村俊子と共著）大学書林，2004年